# 大岡忠烈
大岡 忠烈（おおおか ただやす）は、江戸時代中期から後期の大名、武蔵国岩槻藩第4代藩主。大岡忠房家7代当主。大岡忠喜の次男。

## 生涯
天明6年（1786年）、兄の先代藩主・忠要が死去した際に家督を相続する。同年、従五位下丹後守に叙任する。
子に恵まれず、叔父（大岡忠喜の弟）加納久周の三男の久成を養子とし、大岡忠正と名乗らせて後継に据えた。寛政8年（1796年）、日光東照宮遷宮の際に警護役を務め、翌寛政9年（1797年）に家督を忠正に譲って隠居する。弘化元年（1844年）に死去。享年78。

## 系譜
父母
- 大岡忠喜（実父）
- 大岡忠要（養父）

養子
- 大岡忠正 - 加納久周の三男